# 鹿児島市交通局7000形電車
鹿児島市交通局7000形電車（かごしましこうつうきょく7000がたでんしゃ）は鹿児島市交通局（鹿児島市電）の路面電車車両。愛称はユートラムII。

## 概要
鹿児島市交通局が2002年から2005年にかけて導入した1000形電車に続く超低床電車で、アルナ車両のリトルダンサーシリーズA5タイプである。

## 歴史
7001 ,7002 が2007年3月に搬入、試運転が開始され、同年4月26日より運転が開始された。翌2008年3月には増備車の 7003, 7004 が登場した。

## 車両概説

### 車体
5車体3台車の連接車で、1000形に中間台車と車体を組み込んだ構造である。編成全長は18mで、すべての車体が同番号を称するが、各車体には、 A, C, E, D, B の順に記号が振られている。先頭車は流線形となっている。客用扉はC・D車に搭載される。登場時は黄色主体のカラーリングだったが、2019年から全面にラッピングされ、原色の編成は存在しない。

### 内装
A・B車が運転台、C・D・E車がロングシートである。客室部分は1000形より4m拡大しており、1000形1014 - 1017Fより定員が20人増加した78人が搭乗可能である。

### 機器
制御方式は1000形電車のシステムを引き継いだIGBT-VVVFインバータ方式である。パンタグラフはE車に搭載されている。前照灯はHIDを採用。
運転台機器は、1000形電車と同一のワンハンドルマスコンである。台車はA・E・B車体にあり、主電動機は出力60kWのものをA車の台車に2個、B車の台車に1個の計3個を装備している。

## 運用
1000形電車・7500形電車と共通運用であり、停留所の時刻表に表示されている運用で利用される。100形電車が導入されるまでは観光電車の運用に就いていたほか、2015年11月20日からは100形の代走として観光電車の運用に就いている。